# Naturschutzgebiet Bindel

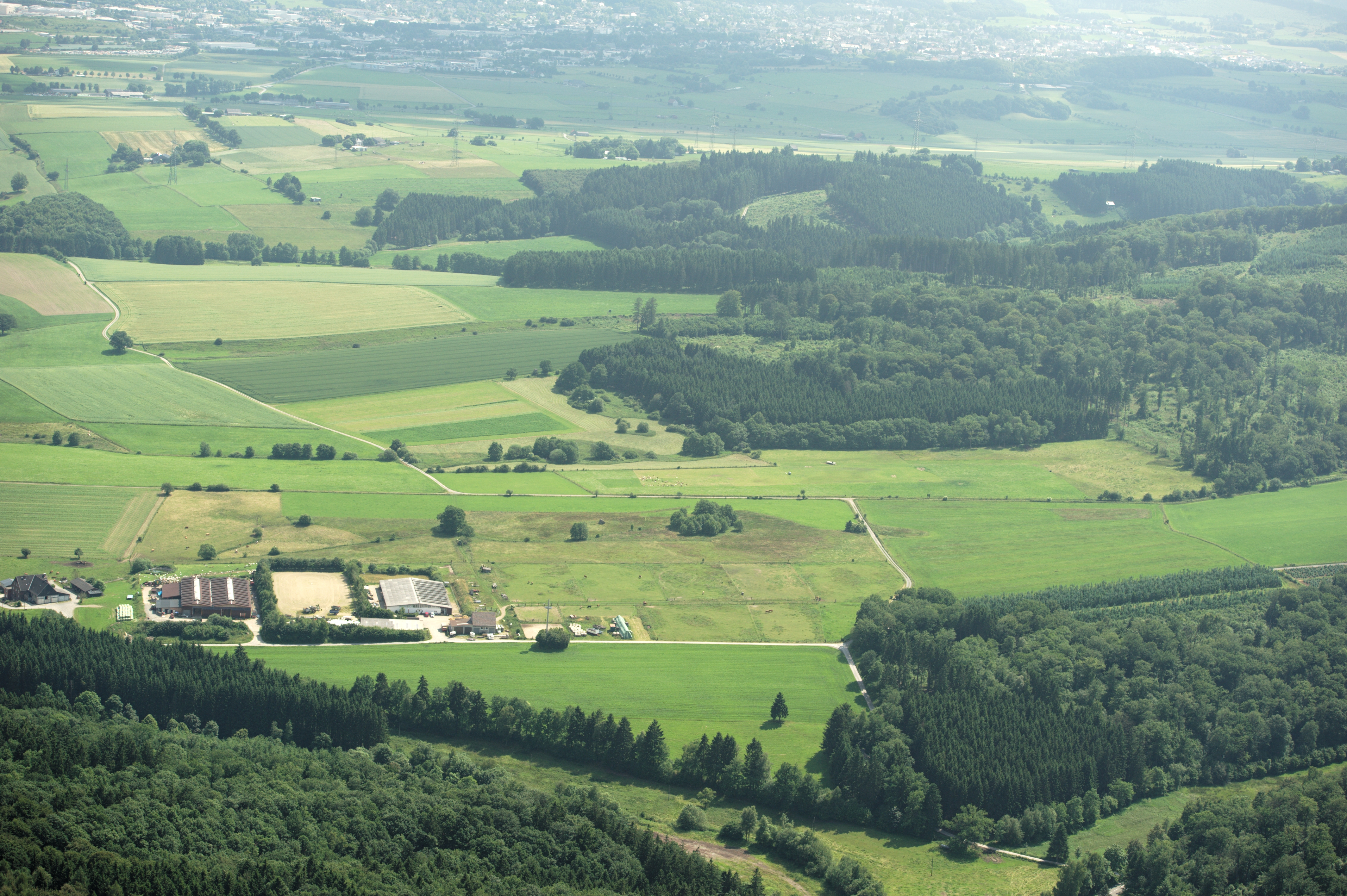
Bildmitte Naturschutzgebiet Bindel

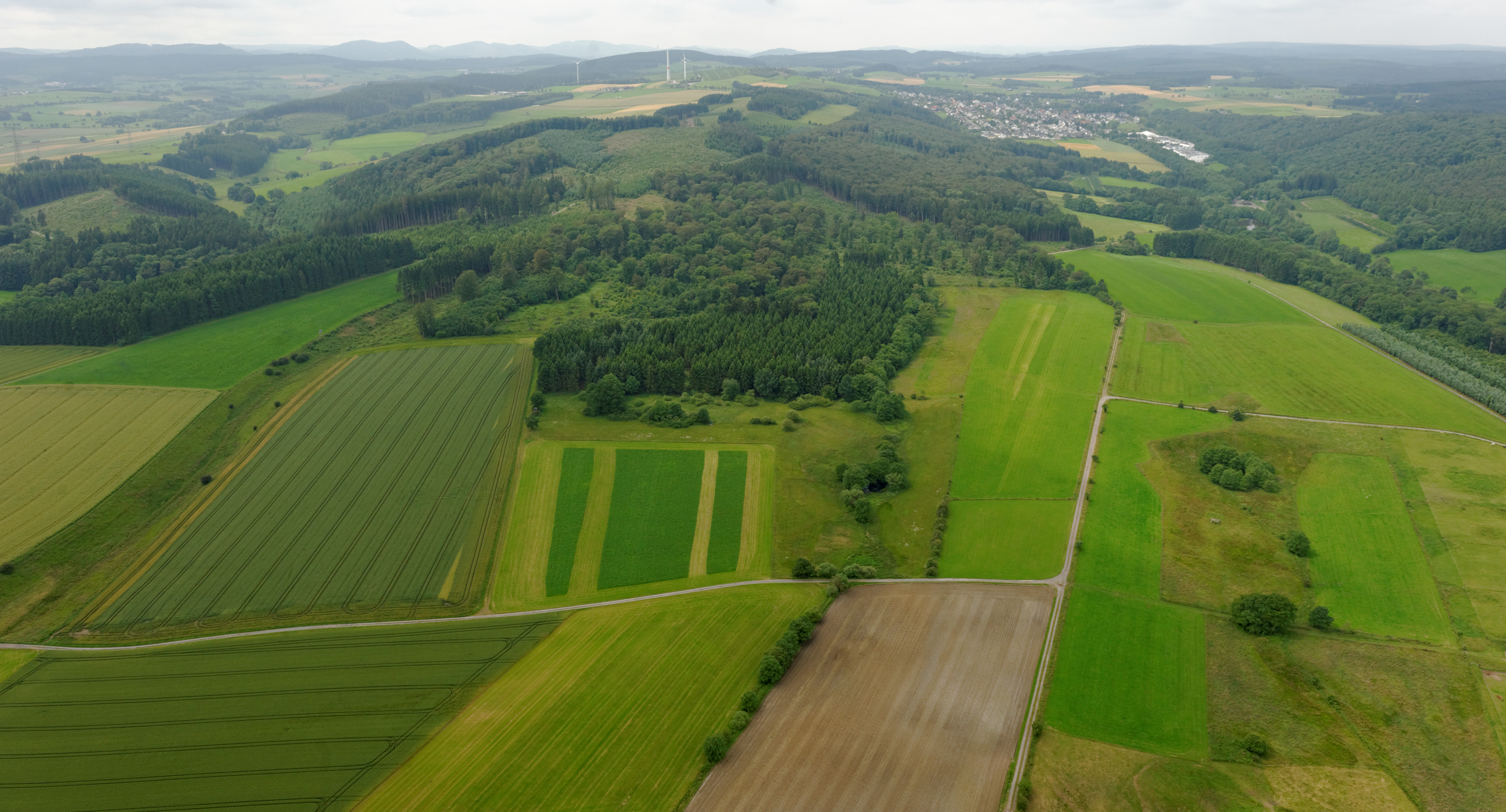
Bildvordergrund: Westliche Teilfläche Naturschutzgebiet Bindel

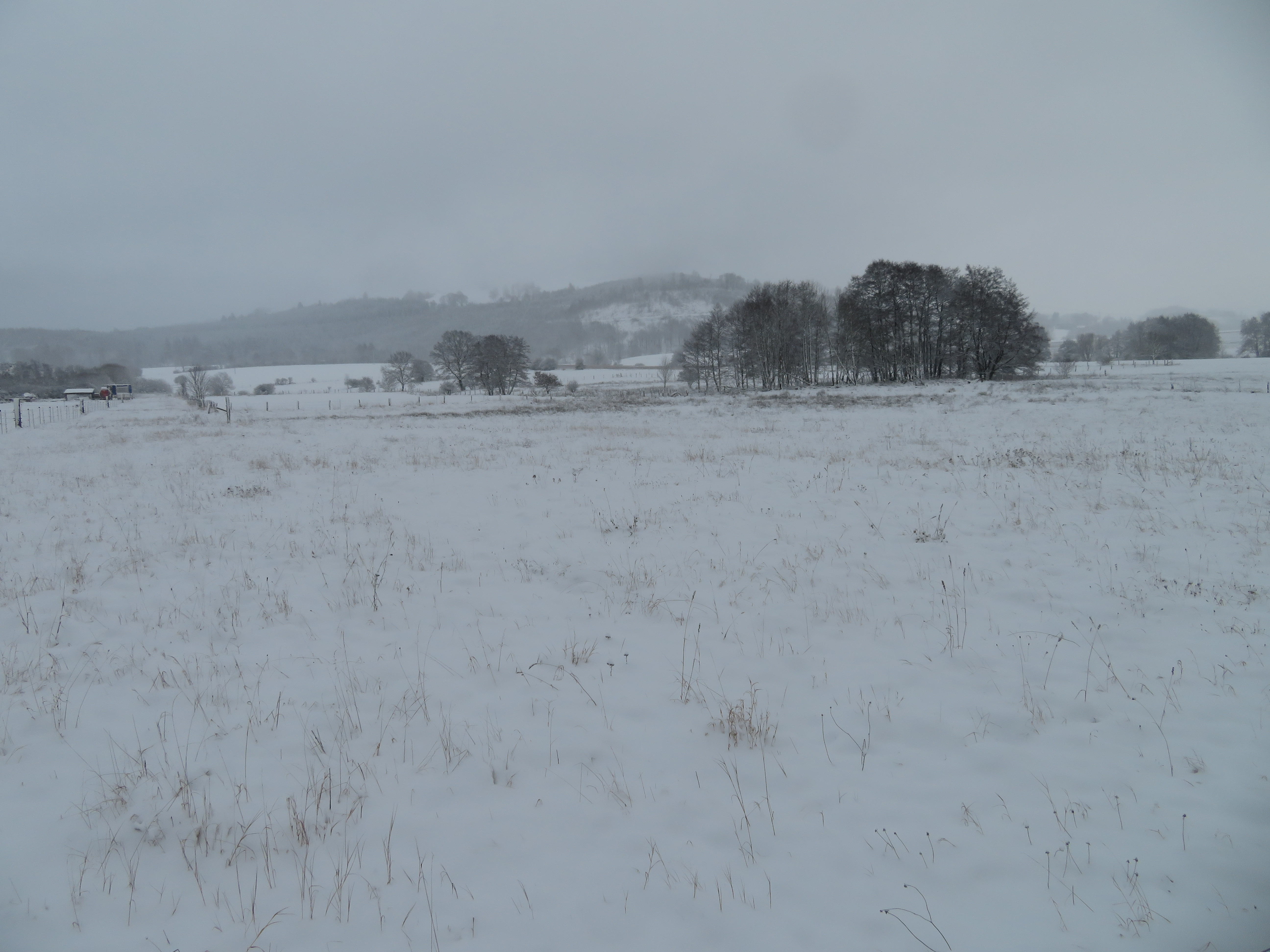
Naturschutzgebiet Bindel im Winter

Das Naturschutzgebiet Bindel mit einer Größe von 16,20 ha liegt nordöstlich von Scharfenberg im Stadtgebiet von Brilon. Das Gebiet wurde 2008 mit dem Landschaftsplan Briloner Hochfläche durch den Hochsauerlandkreis als Naturschutzgebiet (NSG) ausgewiesen. Südwestlich grenzt direkt das Naturschutzgebiet Stadtwald am Bindel an und südöstlich das Naturschutzgebiet Oberes Möhnetal. Im Nordosten des NSG grenzt ein großer Reiterhof an. Sonst grenzt das Landschaftsschutzgebiet Offenland Bindel / Möhnetal an. Das NSG gehört seit 2023 zum Vogelschutzgebiet Diemel- und Hoppecketal mit angrenzenden Wäldern.

## Gebietsbeschreibung
Beim NSG handelt es sich um ein Feuchtgrünlandgebiet entlang zweier kleiner Quellbäche. Das Grünland im NSG wird als Weide und Mähweide genutzt. Die bachnahen Bereiche sind durchgängig von binsenreichem Feuchtgrünland eingenommen. Nur vereinzelt wird das Offenland von Bäumen und Sträuchern gegliedert, lokal stocken einige alte Eichen, Erlengruppen oder kurze ebenerdige Hecken. In der südlichen Hälfte des NSG wird das Grünland von einem Gürtel aus Magergrünland umgeben. 
Der Landschaftsplan führt zum NSG Bindel auf: „Das Gebiet ist aufgrund der Standortunterschiede hinsichtlich der Feuchteverhältnisse und der damit im Zusammenhang stehenden potentiellen großen Artenvielfalt insbesondere für Insekten von besonderer Bedeutung. Zudem ist es für Amphibien wie auch für Wiesenvögel von besonderem Wert und stellt sowohl in diesem Zusammenhang als auch im Landschaftsbild eine Ergänzung und Aufweitung des feuchtgrünland-geprägten Möhnetals dar. Eine latente Gefährdung besteht im Wesentlichen durch eine zu intensive oder (aufgrund des benachbarten Reiterhofes) ausschließlich mit Pferden betriebene Grünlandnutzung, die zu Artenverarmung oder Trittschäden führen kann.“
Es wurden durch das Landesamt für Natur, Umwelt und Verbraucherschutz Nordrhein-Westfalen Pflanzenarten wie Acker-Witwenblume, Berg-Platterbse, Bitteres Schaumkraut, Brennender Hahnenfuß, Busch-Windröschen, Echtes Labkraut, Echtes Mädesüß, Flutender Schwaden, Fuchssches Greiskraut, Geflecktes Johanniskraut, Gewöhnlicher Wasserhahnenfuß, Gewöhnliches Ferkelkraut, Gras-Sternmiere, Großer Wiesenknopf, Heil-Ziest, Hirse-Segge, Kleine Bibernelle, Kriechender Hahnenfuß, Kuckucks-Lichtnelke, Magerwiesen-Margerite, Quell-Sternmiere, Rundblättrige Glockenblume, Schlangen-Knöterich, Sumpf-Schachtelhalm, Sumpf-Schafgarbe, Sumpf-Vergissmeinnicht, Teich-Schachtelhalm, Teufelsabbiss, Wald-Engelwurz, Wiesen-Bärenklau, Wiesen-Flockenblume und Wiesen-Kerbel nachgewiesen.

## Schutzzweck
Wie bei allen Naturschutzgebieten in Deutschland wurde in der Schutzausweisung darauf hingewiesen, dass das Gebiet „wegen der Seltenheit, besonderen Eigenart und Schönheit des Gebietes“ zum Naturschutzgebiet wurde. Der Landschaftsplan erläutert den Schutzzweck wie folgt: „Erhaltung und Optimierung eines Feuchtgrünlandgebietes mit hohem ökologischem Standortpotenzial als Lebensraum von teilweise seltenen und gefährdeten Tier- und Pflanzenarten; Sicherung der überkommenen Grünlandnutzung und ihre Extensivierung durch Vertragsangebote zur Erhaltung dieses Feuchtwiesenkomplexes; Schutz eines Trittsteinbiotops im Zusammenhang mit ähnlichen Grünland-NSG zwischen Möhne- und Glennetal („Brüche“ und „Waldbruch“).“